# Wolfgang Pröhl
Wolfgang Pröhl (* 12. Februar 1931) ist ein ehemaliger deutscher Fußballspieler, der als Feldspieler begann und später Fußballtorwart wurde. Für Fortschritt Meerane und Einheit Ost / Rotation Leipzig spielte er in den 1950er und 1960er Jahren in der DDR-Oberliga, der höchsten Spielklasse im DDR-Fußball.

## Sportliche Laufbahn
Bis 1950 war Wolfgang Pröhl Spieler bei der Betriebssportgemeinschaft (BSG) Motor im Leipziger Stadtteil Stötteritz, zuletzt in der Kreisklasse. Zur Saison 1950/51 übernahm ihn die BSG Einheit Ost Leipzig und ließ ihn in der Juniorenmannschaft spielen. Für die Hinrunde der Spielzeit 1951/52 wurde Pröhl zum Oberligisten Fortschritt Meerane delegiert, wurde dort aber nur zweimal als Abwehrspieler eingesetzt. In der Rückrunde spielte er wieder bei der BSG Einheit Ost, wo ihn Trainer der 1. Mannschaft in zwölf Punktspielen in der zweitklassigen DDR-Liga als Torwart einsetzte. Als die BSG Einheit 1952/53 den Aufstieg in die DDR-Oberliga erreichte, war Torwart Pröhl nur in sechs Punktspielen vertreten.
In der Oberligasaison 1953/54 setzte Trainer Otto Winter Pröhl am 2. Spieltag als Ersatz für Heinz Franke wieder als Torwart ein. Am 14. Spieltag wurde Pröhl für den verletzten Abwehrspieler Rolf Sommer eingewechselt, und danach blieb Pröhl in weiteren zehn Oberligaspielen Ersatzfeldspieler. Da er in diesen Spielen vorrangig als Stürmer eingesetzt wurde, gelangen ihm sieben Tore. Unter Trainer Heinz Krügel kehrte Pröhl von der Saison 1954/55 an, in deren Verlauf die BSG Einheit Ost in den neu gegründeten SC Rotation eingegliedert wurde, wieder ins Tor zurück. Bis 1958 (Kalenderjahrsaison) blieb Pröhl Stammtorwart der Leipziger, denn seit 1954/55 hatte er von den ausgetragenen 104 Punktspielen 78 Partien bestritten.
1957 gehörte Pröhl zum Kader der B-Nationalmannschaft, für die er am 27. Oktober ein Länderspiel gegen die Tschechoslowakei (1:3) betritt. Am 29. Oktober 1958 war er für das Messestädte-Pokalspiel der Leipziger Stadtauswahl bei Royale Union Saint-Gilloise als Torwart aufgeboten worden, wurde aber beim Stand von 0:6 in der 63. Minute durch Günter Busch vom SC Lokomotive Leipzig abgelöst. Das Spiel endete mit einer 1:6-Niederlage.
In der Oberligasaison 1958 musste Pröhl bereits mehrfach vom 1956 zum SC Rotation gekommenen Wolfgang Klank vertreten werden, von dem er in der Spielzeit 1959 endgültig als neuer Stammtorhüter abgelöst wurde. Bis zur Saison 1962/63 (wieder Sommer/Frühjahr-Saison) kam Pröhl nur noch in 33 Oberligaspielen zum Einsatz. Mit 31 Jahren ging Pröhl 1962/63 in seine letzte Oberligasaison, in der er noch einmal in sechs Oberligaspielen für den SC Rotation im Tor stand. Als anschließend der Leipziger Oberligafußball unter Auflösung der beiden Sportclubs neu geordnet wurde, nahm dies Pröhl zum Anlass, nach 125 Meisterschaftsspielen in der Oberliga seine leistungssportliche Laufbahn zu beenden.